# The Proposition
The Proposition is een Australische western uit 2005 onder regie van John Hillcoat. De film won meer dan tien internationale filmprijzen, waaronder de Gucci Prize van het Filmfestival van Venetië 2006 voor het scenario van Nick Cave.

## Rolverdeling
| - Richard Wilson - Mike Burns - Noah Taylor - Brian O'Leary - Guy Pearce - Charlie Burns - Mick Roughan - Mad Jack Bradshaw - Shane Watt - John Gordon - Ray Winstone - Captain Stanley - Robert Morgan - Sergeant Lawrence - David Gulpilil - Jacko - Bryan Probets - Officer Dunn - Oliver Ackland - Patrick Hopkins - Danny Huston - Arthur Burns - David Vallon - Tom Cox - Daniel Parker - Henry Clark - Carl Rush - Robert Borland - Garry Waddell - Officer Davenport | - Iain Gardiner - Officer Matthews - Emily Watson - Martha Stanley - Bogdan Koca - Paul Broussard - Sue Dwyer - Mrs. Broussard - Lance Medlin - Dan O'Reilly - John Hurt - Jellon Lamb - David Wenham - Eden Fletcher - Rodney Boschman - Tobey - Boris Brkic - Officer Halloway - Leah Purcell - Queenie - Tom Budge - Samuel Stoat - Tommy Lewis - Two Bob - Ralph Cotterill - Dr. Bantrey - Max Age - Thommo - Jerry Solomon - Blinky |